# ポリネシアンドリーム
ポリネシアンドリームは、2005年にデージーが開発・販売したパチスロ機である。保通協における型式名は「紅蝶30」。
デージーとしてパチスロ本格参入初のマシンであり、本機は『北斗の拳』などと同様レギュラーボーナスをストックするCタイプに属する。液晶非搭載で、8セグデジタルや告知ランプでボーナスを告知する。
通常時は、「キャー!!」などの効果音でベルが揃わなければボーナス確定という単純なゲーム性で、しかも殆ど目押しがいらないという親切設計で、初心者でも安心して遊べる仕様になっている。
ボーナスはレギュラーボーナスとしながらも8枚しか払い出しされず、1回のボーナスで（7揃い時の15枚含め）71枚しか獲得できないが、初当たりからは必ず2連以上が保障されており、モードによっては数十連することもあり、一気に出玉を増やすことも可能である。
本機の天井は677Gで、『魔法のハイビスカス』のように連荘が楽しめながらも投資も少なくて済むというマシンである。